# André Colasse
Pour les articles homonymes, voir Colasse.
André Colasse (Jumet, 24 avril 1943) est un ancien footballeur international et entraîneur belge de football. Il évolua en Division 1 belge avec le Sporting de Charleroi et joua une saison à Anderlecht. Après sa carrière de joueur, il presta pendant plus de 20 ans comme entraîneur.

## Biographie

### Parcours Joueur
André Colasse est un enfant du Pays de Charleroi. Il fait toutes ses classes dans les rangs du Sporting de Charleroi, où il fait ses débuts en équipe "Premières" à l'âge de 19 ans. En 1966, il fait partie de l'équipe qui, après un test-match remporté (1-2) contre Waterschei, gagne le droit de remonter en Division 1 que le club avait quittée en 1957..
Trois ans plus tard, A. Colasse est vice-champion de Belgique avec Charleroi, derrière le Standard.
Après neuf saisons chez les "Zèbres", le talent et l'engagement, dans le secteur médian, d'André Colasse lui valent un transfert au Sporting Club Anderlechtois. Lors de sa seule saison bruxelloise, A. Colasse porte le prestigieux maillot mauve lors de 23 des 30 rencontres d'un championnat terminé à la 3e place. 
Âgé de 28 ans, il est ensuite transféré au R. AEC Mons qui évolue en D3. Avec le club des "Dragons", Colasse est deux fois vice-champion. En 1974, cela permet au club de monter en Division 2. En 1976, il quitte le matricule 44 alors que celui-ci est relégué.
A. Colasse revient alors dans sa région natale et se lie avec la R. Association Marchiennoise des Sports avec laquelle il  remporte le titre de Promotion. Il endosse alors les fonctions de "joueur-entraîneur" avec les Rouges et Blancs qu'il amène à la place de vice-champion en Division 3 en 1978. Il met alors un terme à sa carrière de joueur.

### Parcours Entraîneur
En 1980, André Colasse se lie avec la R. AA Louvièroise qu'il dirige pendant deux saisons en D2.
Il est ensuite actif deux ans à Union St-Gilloise. Lors de sa première saison au Parc Duden, il conquiert deux titres consécutifs et ramène la Royale Union en Division 2.
Ces succès lui valent le grand honneur d'être appelé au secours du "club de son cœur", le Sporting de Charleroi. En 1984, les "Zèbres" végètent en Division 2 depuis quatre saisons. André Colasse conduit son équipe à la 4e place d'un championnat remporté par le RWDM, puis remporte le tour final devant Winterslag. Charleroi remonte en Division 1. Il ne la quitte plus avant le terme de la saison 2010-2011.
André Colasse reste en poste à la tête des Zèbres jusqu'en 1987. C'est Aimé Anthuenis qui lui succède.
Quatre ans plus tard, A. Colasse accepte le poste d'entraîneur à Mons qu'il amène à la 2e place de la Division 3 en 1992 et en 1993. Le KV Ostende la première année, puis le KMSK Deinze ensuite, le prive d'un nouveau titre.
En 1994, André Colasse est de retour dans "sa" ville, mais à la tête de l'Olympic cette fois. En 1995, il amène les "Dogues" à la 3e place et les qualifie pour le tour final de D3. Le FC Denderleeuw met rapidement fin au rèves de montée (6-1). L'année suivante, le coach remporte un nouveau titre avec la montée des Olympiens en Division 2. En 1997, il ne peut cependant éviter les barrages et finalement la relégation.
Lors de la 1997-1998, André Colasse prend une nouvelle fois la tête de la R. AA Louvéroise avec laquelle il assure aisément le maintien dans l'antichambre de l'élite.

## Palmarès

### comme Joueur
- Champion de Promotion (IV) : 1977 (R. Association Marchiennoise des Sports)

### comme Entraîneur
- Vainqueur du Tour final de D2 (II) : 1985 (R. Charleroi SC)
- Champion de Division 3 (III) : 1984 (R. Union St-Gilloise)
- Champion de Division 3 (III) : 1996 (R. Olympic CC)
- Champion de Promotion (IV) : 1983 (R. Union St-Gilloise)